# Grotte du Renne (Arcy-sur-Cure)
La grotte du Renne est l'une des cavités du site des grottes d'Arcy-sur-Cure, dans l'Yonne, Bourgogne, en France.
Ayant livré la seule série connue quasiment ininterrompue entre le Moustérien et le Gravettien, elle est le site le plus important connu dans le nord de la France pour le Châtelperronien et, au-delà de ce régionalisme, elle est le site le plus emblématique et le plus documenté de ce faciès culturel. Son importance est, jusqu'à ce jour[Quand ?], capitale pour la question de la transition Néandertal/Homo sapiens. Ses vestiges ont permis d'affirmer pour la première fois que les néandertaliens étaient les auteurs d'objets ornementaux. Ce point a été fort débattu et contesté. Les dernières analyses en date (2016) confirment cette hypothèse.
Elle est tout aussi importante pour l'étude du Gravettien et elle est à ce jour[Quand ?] le seul gisement aurignacien bien préservé connu dans le bassin parisien.
Elle a aussi livré un petit nombre de très rares vestiges de Néandertaliens, associés à des outils lithiques du Moustérien à denticulés.
Une autre curiosité est la présence d'un petit bloc de pigment bleu, unique parmi les sites préhistoriques français.
La grotte est inscrite comme monument historique depuis 1992.

## Situation, description

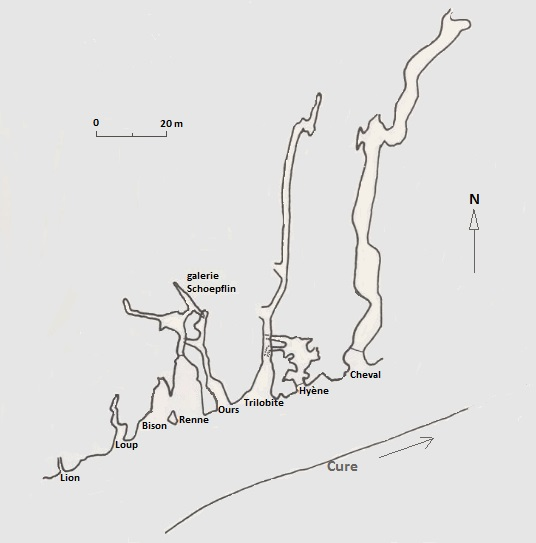
Huit grottes groupées sur environ 70 m, d'amont en aval (O-E) : Lion, Loup, Bison, Renne, Ours, Trilobite, Hyène, Cheval.

Le site d'Arcy se trouve entre Auxerre et Avallon, dans la partie sud du département de l'Yonne, à moins de 2 km au sud d'Arcy-sur-Cure. Il est au bord de la rivière Cure, en rive gauche.
La grotte du Renne se trouve à environ 260 m en amont de la Grande grotte, entre 130 m et 140 m d'altitude et donc à une dizaine de mètres au-dessus du niveau actuel de la Cure. Son développement est de 104 m, pratiquement sans dénivelé.
La voûte du porche est effondrée sur environ 15 mètres. Au fond de la grotte se trouve la galerie Schoepflin, dont le plafond est à seulement 1,50 m du sol.
Son horizon archéologique le plus ancien (couche XV) s'est révélé en 1960 comme la couche la plus récente d'une caverne basse qui s'est effondrée, effondrement qui a formé la grotte du Renne telle qu'elle se présente actuellement (hormis les effondrements de porche ultérieurs).

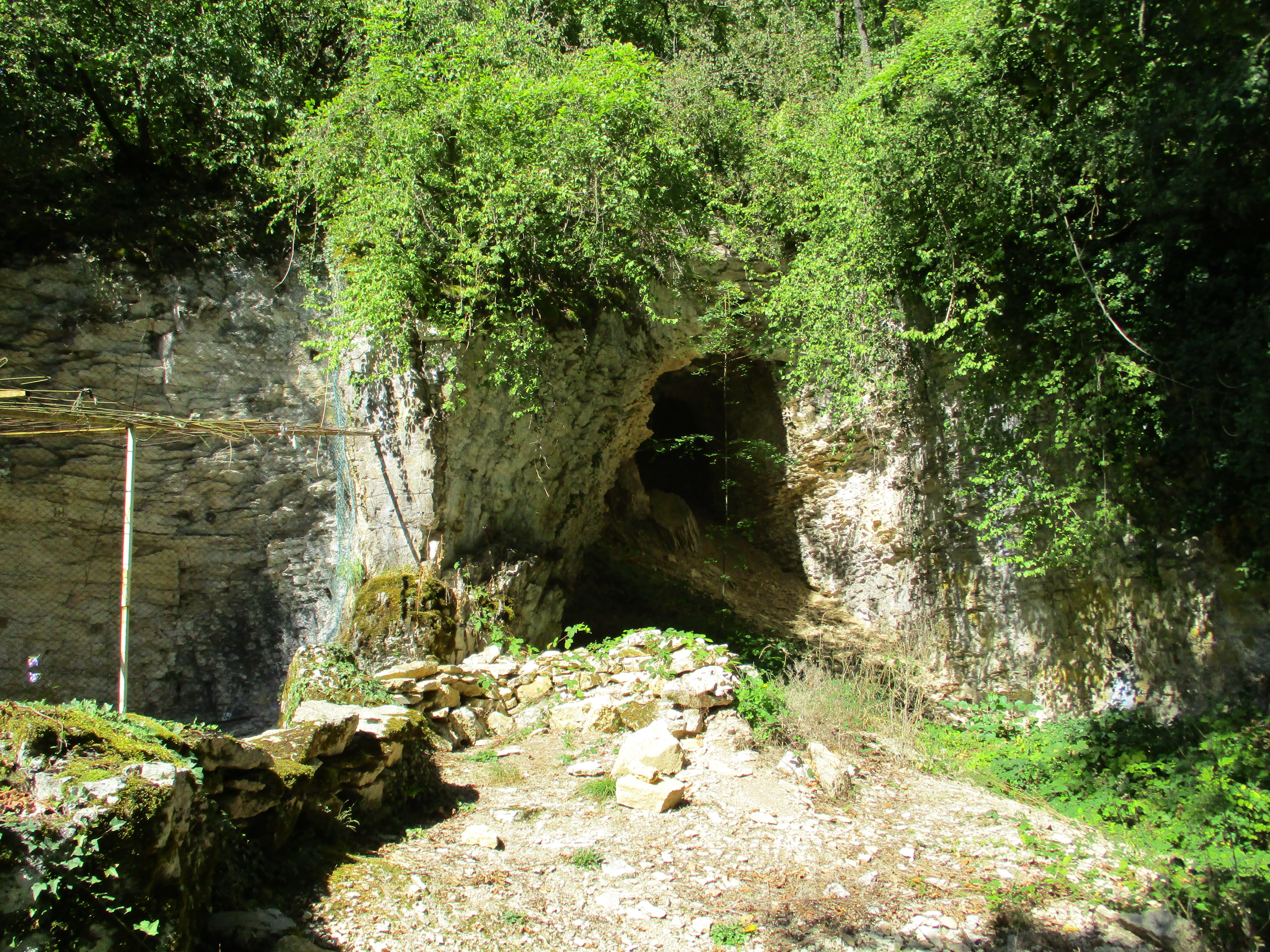
Au centre, la grotte du Renne ; la grotte du Bison est dans le renfoncement à gauche.
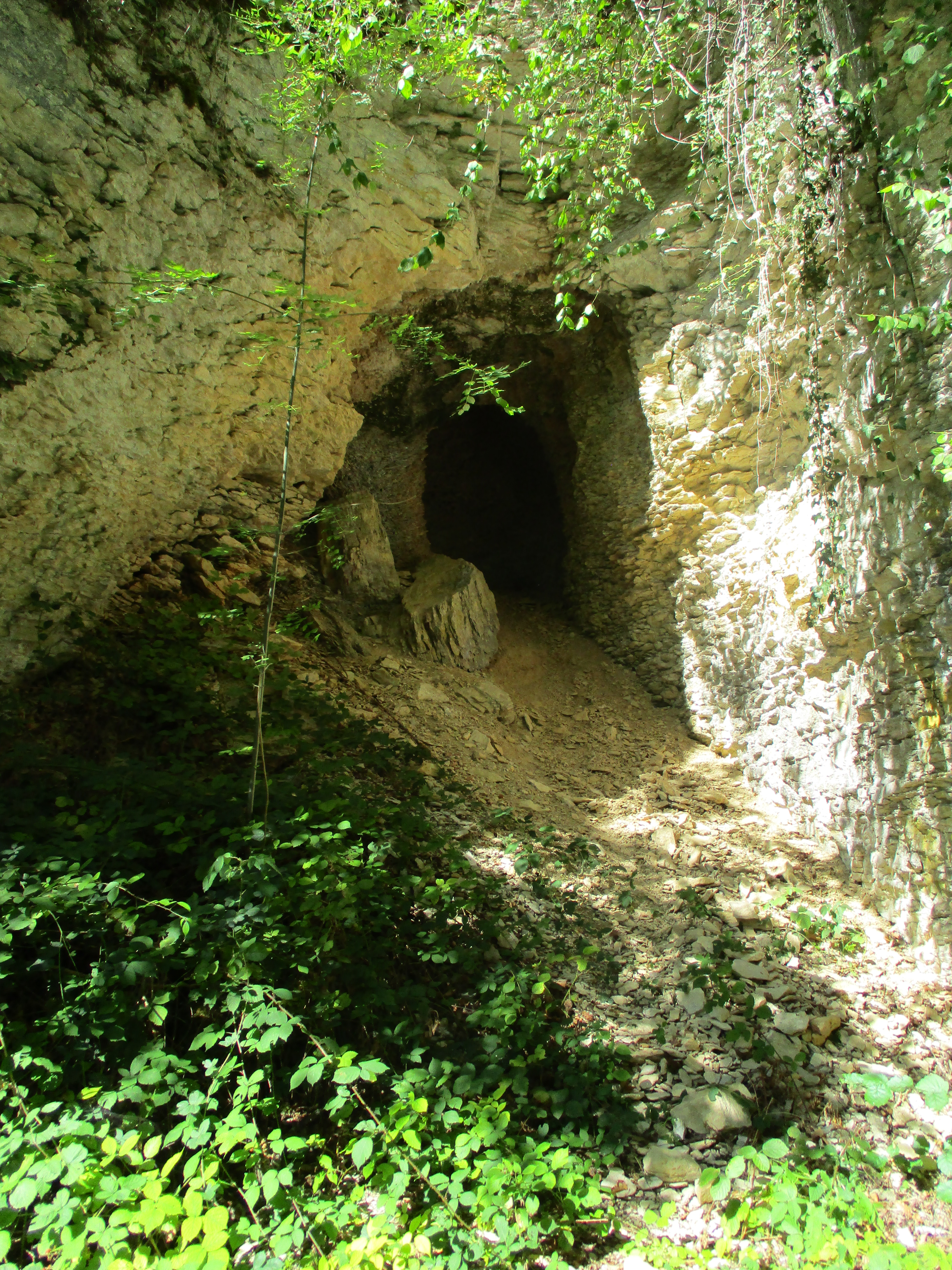
Porche de la grotte du Renne.

## Géologie
La grotte du Renne est creusée dans des calcaires tendres à la limite des faciès coralliens et marneux du Rauracien. La tendreté de la roche donne des galeries plutôt régulières et lisses où les porches ont tendance à s'effondrer, avec des éboulements qui les obstruent entièrement.
La carte géologique montre, le long de la rivière, une très étroite bande bleu moyen terne de Bathonien (« J3 ») : des calcaires oolithiques et marneux ou gros bancs de calcaire blanc compact oolithique et pisolithique - mais d'autres auteurs donnent J3 pour le Callovien,, des « chailles litées et calcaires oolithiques » ; selon Girard, le Bathonien n'apparaît pas au niveau des grottes d'Arcy. 

Jouxtant le Bathonien, on trouve une très étroite bande d'Oxfordien (« J5 » en bleu sombre), mélange d'argiles et de calcaires dont des oolithes ferrugineuses de l'Oxfordien moyen.
L'arrière-récif corallien (« J6a-5 » en bleu pâle) inclut du Kimméridgien inférieur (« J6a ») et de l'Oxfordien (« J5 »). 

Sur le plateau dominant les grottes d'Arcy se trouvent des couches du Kimméridgien inférieur (« J6a » en bleu moyen, marnes à Pholadomya cor), faites essentiellement d'argiles,. 

Fy sont des alluvions anciennes.
Pour un aperçu sur la formation géologique du site, voir l'article principal « Grottes d'Arcy-sur-Cure », section « Géologie ».

## Histoire récente
Elle est découverte en 1939 par Pierre Poulain. André Leroi-Gourhan et son équipe, qui travaillent sur le site de 1946 à 1963, étudient cette grotte à partir de 1949 mais principalement de 1956 à 1961.
Les vestiges archéologiques n'y ont pas été malmenés. Une partie a été fermée pour 50 ans afin de la préserver pour les recherches futures.

## Occupation humaine
Les plus récentes découvertes pour cette grotte sont de juin 2008 : y a été trouvé dans l'ancienne entrée (effondrée) un maxillaire supérieur droit parfaitement conservé d'un homme de Néandertal de 35 à 40 ans, dont le cadavre a probablement été consommé par des hyènes : de petits trous correspondant aux canines des carnivores sont visibles sur l'os. Deux autres dents isolées (une molaire et une incisive) ont également été retrouvées à proximité ; elles appartiennent à deux autres individus, un jeune adulte et un enfant.
Enfin, les dents de juvéniles humains ne sont pas les seuls témoins de l'existence d'enfants dans les populations de châtelperroniens sur le site d'Arcy. L'industrie lithique de tous les niveaux de ce faciès culturel démontre plusieurs niveaux d'habileté dans la taille des pierres ; la grotte du Renne en montre au moins trois. Pierre Bodu, lui-même tailleur expérimenté d'outils lithiques, a conclu de ses observations du matériel de cette grotte que plusieurs individus inexpérimentés se sont essayés à cette technique,.
Plus récemment (Welker et al. 2016), 28 autres vestiges de Néandertaliens du Châtelperronien ont été identifiés et datés par spectrométrie de masse, analyse biomoléculaire, chromatographie liquide et analyse de séquence d'acide aminé.
Des scientifiques viennent d'identifier l'os d'un bébé Homo sapiens, alors qu'ils pensaient cette grotte occupée uniquement par des Néandertaliens.

## Stratigraphie
En 1961 Leroi-Gourhan détermine 14 horizons, divisés en 7 grandes périodes : Moustérien (XIV), post-Moustérien (XIII, XII et XI), Châtelperronien (X et IX), Châtelperronien final (VIII), Aurignacien (VII), Gravettien (VI, V et IV), et les couches supérieures (III, II et I).

En 2001 David la présente avec quinze niveaux archéologiques dans lesquels onze cultures se sont succédé :
• niveau XV : alluvions sableuses - le plus ancien niveau ;
• niveau XIV : Moustérien typique,
• niveau XIII : Moustérien de transition ;
• niveaux XII et XI : deux horizons de Moustérien à denticulés, ;
• niveaux X, IX et VIII : trois horizons distincts de la période du Châtelperronien sur plus de 1 m d'épaisseur ;
• niveau VII : Aurignacien ;
• niveaux VI et V : deux horizons de Gravettien ;
• niveau IV : horizon antérieur au Solutréen, qui correspond à la couche C4 du Protosolutréen dans la grotte du Trilobite voisine ;
• niveaux III et II : deux horizons de cailloutis ;
• niveau I : horizon de terre végétale,.

### Moustérien typique: niveau XIV
L'habitat du Moustérien typique ancien, installé à la fin d'une période de froid sec, se trouvait dans les quelque 80 m2 de l'entrée. Un réchauffement climatique a amené un premier éboulement du porche ; mais bien que de gros blocs aient rendu cet espace inconfortable, des vestiges d'os et d'industrie lithique entre les blocs montrent qu'il a continué à être habité. Le froid revient ensuite.

### Moustérien à denticulés: niveaux XII et XI
L'occupation perdure jusqu'au Moustérien à denticulés. Deux dates obtenues dans la couche XI donnent 33 700 à 31 520 ans BP, ce qui semblait en 1988 démontrer une continuité avec la couche X ; mais l'analyse pollinique montre un hiatus entre ces deux couches : seul le début de la période de redoux de l'interstade des Cottés apparaît uniformément au sommet de la couche XI ; le reste de cet interstade n'est présent que sporadiquement en certains endroits de la grotte (cet interstade apparaît aussi dans les derniers niveaux du Moustérien de la grotte du Bison). David et al. (2001) estiment que la couche XII a vraisemblablement été occupée entre 34 600 (±850) et 37 500 ans (±1600) BP. Les datations de 2012 pour le niveau XI donnent une fourchette d'âge entre 44 800 et 47 680 ans BP.

### Châtelperronien: niveaux VIII, IX et X
Les niveaux IX et X sont particulièrement riches en matériel du Châtelperronien. Leur remplissage est fait de plaquettes de calcaire légèrement usées par les piétinements, avec de gros galets, le tout dans une gangue friable en ocre-violet. De toutes les couches de la séquence châtelperronienne, la couche Xc a la stratigraphie la mieux délimitée grâce à la texture et à la couleur particulières du sédiment ; les pigments y sont si abondants qu'ils ont coloré de gris-noir toute cette couche imprégnée de poudre noire.
Épais de 40 cm par endroits, cet ensemble contient jusqu'à une dizaine de sols formés et de nombreuses structures d'habitation : des "fonds de cabanes" bien conservés, dont une cabane à peu près circulaire en couche Xa retrouvée en couche Xb2 et tout au long de ces deux niveaux ; ceci accompagné de nombreuses défenses de mammouth,. Trois cabanes se présentent dans la partie antérieure de la grotte, dans une couche datant de la fin du réchauffement des Cottés, et comportant des murets circulaires en pierres plates. 

Ces mêmes horizons châtelperroniens ont également livré de petits foyers accompagnés de blocs d'ocre plus ou moins calcinés - le degré de calcination faisant varier la couleur finale. Cette trouvaille montre que dès cette époque les néandertaliens savaient manipuler les variations de couleurs.
Sont également mis au jour des objets issus du travail de la pierre en silex et en chaille, également des objets issus du travail de matière animale, ainsi que des objets de parure (une quarantaine) et une vingtaine d'ossements de néandertaliens (surtout des dents). Certains outils en os sont décorés. Les alênes ont été intensément utilisées pour faire des perforations sur différentes matières souples, probablement différents types de peaux. Neuf alênes sont décorées d'encoches ou de motifs en "V". 

Les objets de parure de la couche X comprennent de nombreuses dents d'animaux (loup, renard, ours, rhinocéros, renne, cerf, cheval, marmotte, bovin) percées ou incisées pour être suspendues. Les couches XI et VIII en ont également livré mais en plus petites quantités. 

L'analyse au carbone 14 des protéines trouvées sur ces vestiges humains a permis de mettre le point final à une controverse de longue date et d'affirmer que les néandertaliens, antérieurement et conjointement aux homo sapiens, étaient capables de fabriquer des objets ornementaux porteurs d'une dimension symbolique. (Voir plus bas la section « Controverse sur la datation du Châtelperronien ».)

Le même niveau inclut, parmi les ossements d'homme de Néandertal, un os temporal d'enfant dans la couche Xb.
Les datations de 2012 avoisinent 45 000 ans BP pour le niveau X et 41 000 ans BP pour le niveau VIII.

#### Controverse sur la datation du Châtelperronien
Cette interrogation sur la datation est d'importance : il s'agit de déterminer si les néandertaliens étaient ou non capables de créer des objets porteurs de symbolisme, comme l'a avancé pour la première fois André Leroi-Gourhan sur la base des couches moustériennes et châtelperroniennes de la grotte du Renne ; ou si les objets en question ont été créés par des Homo sapiens.
La série de datations (en 2001) de la couche X présente une anomalie, et des analyses ont été refaites en 2001 qui ont donné de surprenants résultats : la couche supérieure Xc du Châtelperronien a donné une date plus ancienne (31 300 ans (±600) BP) que la couche Xb en dessous (38 300 ans (±1300) BP pour Xb1 et 34 450 ans (±750) BP pour Xb2) ; et la couche Xa est sous-estimée, avec une datation de 25 280 ans BP.
Une série de datations (dir. T. Higham, 2010) par spectrométrie de masse par accélérateur (en) a été réalisée en Angleterre en 2010 sur 31 objets provenant de la couche X (Châtelperronien) de la grotte du Renne. Cette étude a trouvé que 1/3 des dates attribuées aux objets du Châtelperronien de la grotte du Renne ne correspondaient pas à la fourchette chronologique de cette époque. 

Trois objets de la couche X dateraient seulement d'environ 21 000 ans (Protoaurignacien, après la disparition des Néandertaliens). Deux objets de la couche VIII (Châtelperronien final) appartiendraient plutôt à la couche suivante VII. Les 32 000 ans attribués par cette étude à une astragale de renne gravée d'entailles provenant de la couche IX, prouveraient que cet objet a été déplacé de son contexte. Quatre autres exemples vont dans le même sens. 

D'un autre côté, certains objets trouvés dans les couches du Châtelperronien seraient antérieurs à cette période. Une dent de cheval du niveau X a environ 48 000 ans et daterait donc du Moustérien ; elle a pu être remontée par les premiers Châtelperroniens lorsque ceux-ci ont creusé et aplani les sols de leur habitat. Une alène en os a ~38 000 ans, ce qui fait d'elle une des plus anciennes alènes en Europe et une preuve du travail de l'os par les Néandertaliens tardifs. Une autre alène a environ 37 000 ans et provient du niveau XII (Moustérien) ; mais ayant été trouvée dans un endroit où les Châtelperroniens ont creusé, certains scientifiques avaient proposé son appartenance au Châtelperronien. Higham conclut que l'intégrité archéologique du site de la grotte du Renne, notamment pour les couches du Châtelperronien, est sujette à caution. À sa suite, R. White saute le pas et remet directement en cause la capacité des Néandertaliens à créer des objets (ornements) à dimension symbolique, considérant que la grotte du Renne est pratiquement l'unique site sur lequel cette hypothèse a été basée.
Cependant si 1/3 des objets datés par Higham n'ont pas été attribués à leur horizon archéologique originel, reste que 2/3 d'entre eux ont néanmoins été correctement attribués, comme le soulignent João Zilhão (es) et al. qui estiment que cette étude prouve exactement le contraire de ce qu'en concluent ses auteurs. Marylène Patou-Mathis rappelle que les couches archéologiques de la plupart des sites sont susceptibles d'avoir été partiellement dérangées, que la prudence est de mise mais aussi bien dans un sens que dans un autre, que les Néandertaliens ont prouvé leur habileté et qu'il est imprudent de présupposer leur incapacité à produire des objets délicats. 

Les conclusions de Higham ont par ailleurs été invalidées par de nouvelles études du site : d'autres chercheurs ont depuis validé par d'autres datations l'attribution des objets concernés aux Châtelperroniens, avec des analyses datant les restes humains de la couche correspondante entre 44 500 et 41 000 ans,,,.

### Aurignacien: niveau VII
Les datations de 2012 pour le Protoaurignacien (bas du niveau VII) varient entre 31 140 ans BP et 36 210 ans BP.
Pendant l'Aurignacien, le sol est aménagé et recouvert de dalles de calcaire.
Dans cette couche, les nucléus à lames présentent une phase lamellaire terminale et une production intercalée.
Les datations de 2012 pour le niveau VIII et le bas de la couche VII varient entre 39 970 ans et 41 470 ans AP.
Cette couche a livré 17 curiosa, pièces d'origines variées collectées pour leur originalité : neuf petits fragments de stalactites non travaillés, trois fragments de fossiles, trois fragments de pyrite, deux fragments de matière indéterminée.

### Gravettien: couches IV, V et VI
Le Gravettien de la grotte du Renne a été identifié par Leroi-Gourhan, sur trois couches, avec la couche V (Gravettien moyen) fournissant l'essentiel du matériel de ce faciès.
Les grottes du Renne et du Trilobite (niveaux C3 et C4) ont livré une série d'industrie osseuse gravettienne (~33 000 à 24 000 ans BC) rare dans le bassin parisien. Les outils dominent dans les artefacts de la grotte du Trilobite, tandis que la grotte du Renne présente plus d'armes ; la différence peut être due à des occupations différentes dans l'une et l'autre grotte, ou bien à un habitat à des périodes différentes.
Une des caractéristiques du Gravettien de ces grottes est la grande quantité d'objets à base d'ivoire et d'os de mammouth, deux matériaux généralement rares en France pour cette époque. Rares également, les objets de la même époque décorés de façon très élaborée ; de plus les décorations sont gravées avec la technique de champlevé, elle aussi une rareté pour l'époque. La grotte du Trilobite a fourni le plus grand nombre d'articles décorés.
Non seulement les séries du gravettien sont rares dans la partie nord de la France, mais la grotte du Renne est le seul gisement offrant une série pratiquement complète depuis le Moustérien - ce qui fait d'elle l'unique site de référence dans le bassin parisien pour l'époque du Gravettien.

#### Perturbations des couches du Gravettien
Les niveaux du Périgordien supérieur ou Gravettien sont marqués par de nouveaux effondrements, probablement pendant la période de climat tempéré de l'interstade de Kesselt,. De plus, « la partie centrale a été érodée et remaniée par des coulées de la couche IV, et la limite entre les deux couches n'a pu être clairement établie » ; les couches IV et V, surtout la couche IV, forment une sorte de cuvette au centre tout en étant inclinées vers le sud et vers la rivère. Enfin, la couche V a subi des perturbations à cause de terriers et de ruissellements. Sept raccords ont pu être effectués entre les couches IV et V, mais ce nombre de raccords est relativement peu élevé, et les perturbations de la couche V ne sont pas très importantes. Par contre celles des couches IV et VI sont assez importantes, la couche IV étant la plus touchée. Klaric relève dans les notes de Leroi-Gourhan la suggestion que la couche IV ne correspondrait pas à un niveau d'occupation mais serait le résultat du "rabotage" (dû à la pente) du sommet de la couche V.

Klaric conteste aussi l'intégrité stratigraphique de la couche V, qui lors de son dépôt a suivi la pente d'un large cône de déblais, l'apport de terre se faisant par une crevasse formée à la suite de l'éboulement de l'ancien porche ; la grotte n'est plus alors qu'un petit auvent. Selon lui cette typographie implique que les éléments de la couche V, qui ont suivi la pente, ne peuvent pas être en place - ce qui jette un doute sur l'association des pièces à dos abrupt avec le reste de l'industrie lithique de cette couche : « la validité de l'association des burins du Raysse et des armatures à dos (gravette, microgravette, lamelle à dos) n'est pas clairement démontrée à la grotte du Renne ».

#### Le matériel du Gravettien
La grotte du Renne et le gisement de La Picardie en Indre-et-Loire sont les deux seuls gisements à burins du Raysse dans le bassin parisien,. Ici, ils sont localisés dans la couche V. Cette couche contient aussi un grand nombre de lamelles à retouches marginales produites à partir des burins du Raysse,, qui sont la seule source de production lamellaire récurrente dans cette couche. De fait, les "burins" du Raysse de cette couche peuvent être considérés pratiquement uniquement comme des nucléus pour la production de lamelles. 

La couche V contient aussi des pointes de la Gravette et des pièces à dos abrupts.
La couche V, la plus riche en matériel gravettien avec près de 1 000 outils dont environ 200 « burins » du Raysse, correspond selon Leroi-Gourhan à un sol d'habitat, mais ceci est remis en cause par les glissements de la couche dus à la pente du terrain - voir ci-dessus la section « Perturbations des couches du Gravettien ». Elle contenait un foyer, de l'industrie lithique et osseuse, des éléments de parure et des vestiges de faune.
La couche V a aussi livré des silex du Turonien supérieur provenant du sud de la Touraine, à 200 km à l'ouest d'Arcy. Cependant le silex le plus massivement utilisé est celui provenant du Sénonien, notablement de meilleure qualité que la chaille localement présente (qui a été assez peu utilisée) et distant de seulement une trentaine de km. 

Elle a aussi livré l'essentiel des coquillages trouvés dans la grotte, de provenances diverses dont certaines éloignées (voir plus bas la section « Coquillages et déplacements au Gravettien »).

### Couches I à III
Les niveaux I à III (les couches supérieures) ne contiennent pas de vestiges de présence humaine.
La couche I, soit 25 cm d'épaisseur d'humus entourant des plaquettes calcaires peu nombreuses, contenait les restes d'un poulain.

## Galerie Schoepflin: la «galerie moustérienne»
J.P. Schoepflin, collaborateur de André Leroi-Gourhan, découvre la galerie Schoepflin en 1954. Leroi-Gourhan pense qu'elle serait une partie d'une galerie débouchant un peu à l'ouest de la grotte du Renne, reliée à la grotte du Bison. Un schéma de cette époque la montre reliée par une galerie à la grotte du Trilobite (vers l'est), à environ 55 m de l'entrée de cette dernière. 

Au moment de sa découverte, après un petit boyau d'accès elle n'est accessible que sur quelques mètres de longueur - Leroi-Gourhan entreprend des fouilles sur seulement la moitié de ce linéaire et la moitié du boyau d'accès afin de préserver le sol d'origine.
Plus humide, elle a aussi été occupée. Mais curieusement, son sol est jonché de vestiges alors que dans le reste de la grotte la surface du sol en est dépourvue. La séparation est si nette de ce point de vue qu'elle amène la question de savoir s'il y avait une paroi en matériau périssable séparant les deux zones. Le boyau d'accès s'est révélé extrêmement riche en successions stratigraphiques, avec dix horizons moustériens dont les quatre supérieurs contenant la série de type Levallois la plus marquée de tout le site d'Arcy. Ces quatre couches correspondent à un adoucissement des températures, avec les pollens marquant l'apparition du chêne et les vestiges animaux indiquant la présence du sanglier et du cerf. Cette série Levalloisienne correspond au niveau 16 de la grotte de l'Hyène, une période où cette dernière grotte était inhabitable. Leroi-Gourhan place cette série lors d'un interstade du Würm, probablement pendant l'interstade de Gottweig,.
L'emplacement de ces vestiges moustériens, situés dans la partie la plus obscure de la grotte, est contraire à l'usage courant : généralement les parties utilisées sont celles recevant au moins un peu de lumière, voire sous le porche. Yar et Dubois situent dans cette galerie des emplacements de huttes marquées par des cercles de plaques de calcaire et des trous de poteaux faits de défenses de mammouths.
La galerie Schoepflin est parfois surnommée « la galerie moustérienne ».

## Matières colorantes du Châtelperronien
Les couches du Châtelperronien ont livré une importante quantité de matières colorantes, dont 9 kg pour la seule couche X qui contenait le plus gros des blocs trouvés sur le site d'Arcy : 1 590 g, dans la couche Xb,. La grotte du Renne a fourni l'essentiel des très nombreux blocs de pigments trouvés sur l'ensemble du site (totalisant quelque 23 kg, dont seulement 560 g dans l'abri du Lagopède et 9,1 g dans la grotte du Bison),. Des pilons à ocre en granite ont aussi été trouvés ainsi que des meules, des molettes et des broyeurs. Tout suggère que la grotte a vu de très nombreux broyages de pigments.
Les colorants sont des trois couleurs de base : rouge, noir et jaune ; mais un échantillon bleu est aussi mentionné, de seulement 0,5 g, dont la couleur est due à des traces de cuivre. C'est le seul pigment bleu découvert dans un site préhistorique français. 

Les 9 kg de la couche X comptent plus de 1 000 objets dont 129, rouges ou noirs à parts égales, ont été utilisés ; mais sur la masse totale de pigments, le rouge domine largement avec une proportion de 3 pour 1. La couleur jaune est pratiquement absente de cette couche.
Les matières colorantes rouges et noires ne sont généralement pas mélangées, même lorsque les zones d'exploitation respectives se chevauchent. Par ailleurs elles soulignent la délimitation de l'espace entre intérieur et extérieur de cabane. Enfin, les foyers ou vidanges de foyers contiennent des morceaux de matières colorantes, rouges ou noires, à différents stades de transformation mais essentiellement fragmentés, ce qui indique des accumulations de déchets.

### Matières colorantes de la couche Xc
La couche Xc est la plus riche en matières colorantes. Elles y sont particulièrement abondantes dans le nord-ouest de la couche, proches de l'emplacement de la cabane au nord (située dans les carrés de fouille X-Y-Z/11-12-13) ; et les blocs facettés, rouges ou noirs, sont plus nombreux que dans les autres couches.
Des matières colorantes jaunes, orange et brunes sont présentes sur toute la couche, avec plus de blocs jaunes dans une cuvette et proches de celle-ci. Ces dépôts ne sont pas toujours associés à des vestiges de foyer ou des zones de vidange (taches de cendres). 

Par contre les colorants rouges se trouvent principalement vers la cabane. De plus, les cahiers de fouilles de Leroi-Gourhan signalent en limite de cette cabane des « galets ayant pu servir de broyeurs d'ocre », un « gros dépôt d'ocre jaune » et « une poche rouge » ; cette poche rouge est associée à une cuvette profonde emplie de sédiments cendreux, également à seize objets rouges, principalement de petits fragments et des blocs bruts, et à trois blocs facettés (usure par frottement). Le tout est entouré d'outils de broyage (meules ou fragments de meules) portant des traces rouges. Dans la même zone se trouve une autre accumulation de colorants rouges : poudre, 3 blocs facettés, 17 fragments et blocs bruts et, juste à côté de cet ensemble, deux gros blocs jouxtent un petit outil percuteur couvert de vestiges de colorants rouges ; ces gros blocs ont pu constituer une réserve de matière première.

Les colorants noirs sont abondants dans la couche Xc. Ce sont des objets de petites tailles, associés en grandes quantités à des vidanges de foyers ou restes cendreux. Les blocs noirs facettés, épars sur toute la couche, sont moins nombreux que les rouges et sont plus fréquents dans l'espace intérieur de la cabane qu'aux abords des amas ou taches cendreuses.

#### Matières colorantes dans les autres couches châtelperroniennes
La répartition des matières colorantes dans la couche Xb2 est très proche de celle de la couche Xc.
Dans la couche Xb, elles sont concentrées dans et autour de la cabane nord ; de même pour la couche Xb1 mais les matières noires, plus tachantes, ont été clairement repoussées vers le muret délimitant la cabane.
Dans la couche Xa, la zone centrale de la salle est dépourvue de colorants qui sont tous répartis indistinctement autour de ce cercle central - cette couche ne présente pas de structure d'habitat.
La couche IX, dont les structures d'occupation sont assez floues, a livré nettement moins de matières colorantes. On y trouve quelques groupes d'une dizaine de blocs rouges, mais les groupes de pigments noirs sont plus petits.

### Nature des colorants
L'oxyde de fer rouge, ou hématite, est astringent, aseptisant et peut aussi servir à polir. Elle peut être obtenue en chauffant de l'hydroxyde de fer jaune, ou goethite, entre 250 °C et 800 °C ; mais dans ce cas la structure interne de l'hématite comporte des pores nanoscopiques et des cristaux de forme aciculaire. À Arcy aucune des pièces d'hématite étudiées ne montre ces traces de chauffage,. 

Ces colorants rouges sont pour certains du grès ferrugineux comportant principalement du quartz et accompagné d'hématite ; pour d'autres, de l'hématite en feuillets avec de l'illite et de la fluorapatite, provenant du « hardground » ; ou encore du calcaire ferrugineux provenant également du « hardground », comportant essentiellement de la calcite et de l'hématite en plaquettes hexagonales ; ou enfin de l'hématite presque pure mal cristallisée, amorphe ou formée de fibres nanoscopiques. 

Ces matériaux colorants rouges ont été recueillis par les châtelperroniens sur seulement quelques sites répartis dans des formations géologiques différentes. Les emplacements de ces sites étaient transmis au fil des âges et des occupations de la grotte, car on retrouve les mêmes matériaux dans chaque niveau d'habitat. Ces colorants ont été ramassés sur au moins trois sites différents.
Les colorants noirs sont des oxyhydroxydes de manganèse purs provenant tous de la même formation géologique ; ce sont des bâtonnets de manganite et de pyrolusite, sans traces de chauffage bien qu'ayant été trouvés pour bon nombre d'entre eux dans des foyers ou proches de foyers. Ils proviennent peut-être eux aussi du « hardground ».
À noter aussi, la présence de blocs bruts de magnétite ou oxyde de fer (Fe3O4) : trois (respectivement de 42 g, 23 g et 0,8 g) dans la couche Xb (Châtelperronien) et un (0,2 g) dans la couche Xc. Ces blocs sont noir rougeâtre et donnent une poudre plutôt rougeâtre. Il s'agit peut-être de blocs de Fe2O3 ayant passé dans le feu d'un foyer : une chaleur de 1 000 °C les aurait transformés en Fe3O4.

### Techniques d'utilisation
Ces blocs montrent l'utilisation de techniques diverses.

La plus courante est le lustrage par frottement sur un objet doux (75 % des utilisations totales) qui correspond au lustrage des peaux avec des blocs pigmentés, très développé au Châtelperronien notamment dans la couche X qui a aussi la particularité d'être teintée en violet par l'abondance de pigments rouges et noirs mélangés.

Les blocs ont aussi été grattés par frottement contre un objet rugueux (e.g. pierre, ~11 % des utilisations), raclés ou grattés avec un objet dur (e.g. silex, 7,5 % des utilisations), raclés ou forés jusqu'à formation d'une cupule (2,6 % des cas, soit 7 blocs dont deux usés par frottement avec des pinceaux), entaillés avec un objet tranchant. Cinq blocs ont été gravés pour former des lignes variées ; et trois blocs sont formés d'argile pétrie avec de la poudre de pigments. Les traces d'utilisation apparaissent souvent à deux endroits différents sur le même bloc, parfois à quatre endroits, ce qui montre un usage intensif ; et 12 blocs montrent deux types d'utilisation différents mais un seul en montre trois.
Les pigments rouges ont généralement été utilisés par frottage, ce qui donne (pour cette couleur) une poudre plus fine et de couleur plus vive que celle obtenue par broyage.
Les pigments noirs ont été réduits en poudre par broyage, vraisemblablement parce que la couleur résultante est la même que par frottage et que le broyage est plus efficace en regard de la quantité de poudre obtenue.

### Usage
En l'absence de peintures visibles datant du Châtelperronien, la question s'est posée sur l'usage des pigments - avec comme spéculations les plus courantes un dégraissant pour les adhésifs, un médicament astringent, un agent tannant pour les peaux de bêtes ou une protection contre les insectes et la vermine. Cependant aucun indice ne porte vers l'une ou l'autre hypothèse, et d'autre part aucune de ces possibilités ne peut s'appliquer aux colorants à base de manganèse. Les poinçons ayant servi à travailler les peaux portent d'importantes traces de rouge, qui servait donc soit dans le travail des peaux soit à leur décoration.
La couche IX (Châtelperronien) contenait un gros fossile d'Ampullina (en) coloré en rouge.
Salomon et al. (2008) concluent de leur étude des pigments de la grotte du Renne que les néandertaliens ont utilisé des couleurs sur les peaux (vêtements, tentes) bien avant qu'elles n'aient été utilisées pour les peintures rupestres. Les mêmes auteurs, et d'autres, notent la grande quantité de pigments remontant au Moustérien de tradition acheuléenne, trouvés aux grottes du Pech-de-l'Azé à Carsac-Aillac, Dordogne.

### Origines des pigments
Aucun pigment trouvé dans cette grotte ne contient d'oolithes. La source de matériau correspondant la plus proche est la couche géologique Fx, faite d'alluvions anciennes de la Cure formant un amas de sables de couleur rouge brique et de granulométrie maximum de 0,15 cm, qui se trouve dans le lit de la Cure juste en face des grottes.
Cette couche Fx a fourni une petite quantité de pigments faits d'argiles et de sable ; les profils des blocs bruts sont émoussés par l'érosion subie dans la rivière. Les variations de couleurs sont aussi diverses que celles des pièces du niveau châtelperronien de la grotte.
Les matériaux colorants contenant du manganèse (pigments noirs) sont extrêmement purs, et formés en contexte marin. La Puisaye, à 35–50 km d'Arcy, fournit en quelques endroits des oxydes de manganèse sous forme de rognons bruns à noirs et terreux, eux aussi formés en contexte marin, dans la couche C1b de l'étage Albien (entre les sables verts et les marnes de Brienne) ; mais il n'est pas sûr que les oxydes de manganèse trouvés dans la grotte du Renne proviennent de Puisaye.

## Origine des matières premières de l'industrie lithique
L'industrie en chaille du Moustérien comporte racloirs, encoches et denticulés. Elle est à base de rognons plus ou moins globuleux mais s'y trouvent aussi des tablettes et des blocs. Cette chaille a aussi été utilisée au Châtelperronien mais pour moins de 1/3 des pointes. La matière première de chaille a pu être tirée de la rive droite de la Cure sur Saint-Moré à environ 700 m en amont de la grotte du Renne, dans la couche géologique J5 d'oolithes ferrugineuses de l'Oxfordien moyen ; ou du côté des carrières de calcaire porteur d'oolithe ferrugineuse à Précy-le-Sec, à l'est d'Arcy.
La grotte des Pêcheurs sur le site de Saint-Moré comporte un affleurement de chaille au grain fin, avec des lisérés de couleur rose à violacé ; 1/3 de l'industrie de chaille du Châtelperronien de la grotte du Renne est fait de cette chaille particulière.
Le silex est la matière première dominante dans l'industrie lithique du Paléolithique supérieur (Châtelperronien) de la grotte. Deux types de silex ont été utilisés, les uns issus du Turonien et les autres du Sénonien, tous deux provenant du calcaire à silex du Crétacé supérieur présent dans le sud du Bassin parisien. Ces silex sont mieux adaptés au débitage de lames. Les plus proches d'Arcy sont à 30 km de distance mais les formations les mieux connues sont à environ 70 km au nord du côté de Joigny et Migennes, c'est-à-dire au fil de la rivière.
Malgré ces distances importantes, les blocs de matières premières ont été rapportés à la grotte sans dégrossissage qui aurait permis d'alléger la charge à transporter.
Quelques rares pièces, comme les deux racloirs en pierre verte, ont été fabriquées ailleurs : le site ne comporte ni matière première correspondante ni autre objets dans la même matière.
L'approvisionnement en matières premières a donc amené les châtelperroniens à parcourir jusqu'à 50 km voire plus. Pour l'industrie lithique, les déplacements sont orientés vers le nord d'Arcy en aval de la Cure et de l'Yonne ; tandis que pour les pigments ils sont orientés vers le sud-est du site en amont sur la Cure et vers l'ouest et les plateaux jurassiques. De plus, si les déplacements vers le nord et nord-ouest (Puisaye) permettaient de recueillir plusieurs types de matériaux, les expéditions visant à s'approvisionner en pigments tirés du Bajocien ou de l'Hettangien n'avaient pas d'autre but car aucun autre matériau environnant les lieux de ramassage de ces pigments ne possède d'autres matériaux retrouvés dans la grotte.
Et bien sûr les châtelperroniens franchissaient la Cure pour atteindre les bancs de matériaux en rive droite (dont les grottes de Saint-Moré).

## Coquillages et déplacements au Gravettien
Les découvertes de la grotte du Renne mettent également en évidence l'importance de la circulation des objets pendant le Gravettien. Ainsi les couches IV et V contenaient plusieurs coquillages fossiles (16 cités en 1955), dont certains sont perforées, provenant de divers endroits du bassin parisien éloignés d'environ 200 km en moyenne.
Un Cassidaria frisoni provient du Stampien de la région d'Étampes en Seine-et-Marne, où même là il est assez peu commun ; il a été perforé par sciage. Les autres coquillages proviennent d'autres endroits de la Seine-et-Marne, de gisements fossilifères de Seine-et-Oise, de l'Oise, de l'Aisne et de la Marne). Un Sycum bulbiforme a lui aussi été perforé par sciage ; un Cypraea inflata a été scié en deux et un Neritina a peut-être lui aussi été perforé intentionnellement. 

L'un des coquillages, une bucarde tuberculée, provient de la Méditerranée selon Bailloud - mais est aussi présente en Atlantique et dans la Manche.
Les couches IV et V de la grotte du Renne sont les seules de cette grottes à avoir livré des coquillages, excepté un Pectunculus obovatus perforé - un coquillage du Stampien - dans la couche Aurignacienne précédente.
Le Périgordien supérieur (Gravettien) de la grotte des Fées a également livré des coquillages d'origines éloignées variées. Parat a trouvé dans la grotte du Trilobite quelques coquillages, tous dans le niveau « Périgordien supérieur » (ou Gravettien) sauf pour l'un d'entre eux. 

L'auteur de 1955 ne sait si ces coquillages ont été obtenus par troc ou lors de déplacements humains.
Pour la question de transport d'objets, voir aussi les silex de Touraine (200 km à l'ouest d'Arcy) dans la couche V du Gravettien.

## Protection
Elle est l'une des seize cavités, grottes et galerie du site d'Arcy conjointement inscrites comme Monument historique en 1992.